# Муртон (Північна Дакота)
Муртон (англ. Mooreton) — місто (англ. city) в США, в окрузі Ричленд штату Північна Дакота. Населення — 177 осіб (2020).

## Географія
Муртон розташований за координатами 46°16′8″ пн. ш. 96°52′33″ зх. д. / 46.26889° пн. ш. 96.87583° зх. д. (46.268881, -96.875935).  За даними Бюро перепису населення США в 2010 році місто мало площу 0,69 км², уся площа — суходіл.

## Демографія
Згідно з переписом 2010 року, у місті мешкало 197 осіб у 83 домогосподарствах у складі 56 родин. Густота населення становила 286 осіб/км².  Було 92 помешкання (134/км²).
Расовий склад населення:
| - 93,9 % — білих - 3,6 % — корінних американців - 0,5 % — азіатів |

До двох чи більше рас належало 2,0 %. Частка іспаномовних становила 0,0 % від усіх жителів.
За віковим діапазоном населення розподілялося таким чином: 24,9 % — особи молодші 18 років, 62,9 % — особи у віці 18—64 років, 12,2 % — особи у віці 65 років та старші. Медіана віку мешканця становила 34,7 року. На 100 осіб жіночої статі у місті припадало 123,9 чоловіків;  на 100 жінок у віці від 18 років та старших — 124,2 чоловіків також старших 18 років.
Середній дохід на одне домашнє господарство  становив 68 539 доларів США (медіана — 65 000), а середній дохід на одну сім'ю — 73 806 доларів (медіана — 68 750). За межею бідності перебувало 14,3 % осіб, у тому числі 32,4 % дітей у віці до 18 років та 12,0 % осіб у віці 65 років та старших.
Цивільне працевлаштоване населення становило 145 осіб. Основні галузі зайнятості: освіта, охорона здоров'я та соціальна допомога — 24,8 %, виробництво — 17,9 %, сільське господарство, лісництво, риболовля — 14,5 %.